# Sindaci di Vercurago
Di seguito l'elenco cronologico dei sindaci di Vercurago e delle altre figure apicali equivalenti che si sono succedute nel corso della storia.

## Regno d'Italia (1861-1946)
| Periodo       | Periodo      | Primo cittadino             | Partito | Carica  | Note |
| ------------- | ------------ | --------------------------- | ------- | ------- | ---- |
| 1866          | 1871         | Francesco Scola             |         | Sindaco |      |
| 1872          | 1895         | Angelo Manzoni              |         | Sindaco |      |
| 1896          | 1898         | Giovanni Battista Ambrosini |         | Sindaco |      |
| 1899          | 1901         | Angelo Manzoni              |         | Sindaco |      |
| 1902          | 1919         | Anania Scola                |         | Sindaco |      |
| 1920          | gennaio 1926 | Emilio Bolis                |         | Sindaco |      |
| febbraio 1926 | 1937         | Arturo Borgomanero          |         | Podestà |      |
| 1938          | 1939         | Giuseppe Meroni             |         | Podestà |      |
| 1940          | 1943         | Silvio Lozza                |         | Podestà |      |
| 1944          | 1944         | Innocenzo Cola              |         | Podestà |      |
| 1945          | marzo 1945   | Italo Carsana               |         | Podestà |      |
| aprile 1945   | marzo 1946   | Giovanni Battista Valsecchi |         | Sindaco |      |
| aprile 1946   | maggio 1946  | Luigi Biffi                 |         | Sindaco |      |

## Repubblica Italiana (dal 1946)
| Sindaci eletti dal Consiglio comunale (1946-1993)    | Sindaci eletti dal Consiglio comunale (1946-1993) | Sindaci eletti dal Consiglio comunale (1946-1993) | Sindaci eletti dal Consiglio comunale (1946-1993) | Sindaci eletti dal Consiglio comunale (1946-1993) |
| Nominativo                                           | Partito                                           | Partito                                           | Mandato                                           | Mandato                                           |
| Nominativo                                           | Partito                                           | Partito                                           | Inizio                                            | Fine                                              |
| ---------------------------------------------------- | ------------------------------------------------- | ------------------------------------------------- | ------------------------------------------------- | ------------------------------------------------- |
| Riccardo Losa                                        | –                                                 | –                                                 | giugno 1946                                       | 27 maggio 1956                                    |
| Giuseppe Rondalli                                    | –                                                 | –                                                 | 28 maggio 1956                                    | 7 giugno 1970                                     |
| Adelio Bolis                                         | –                                                 | –                                                 | 8 giugno 1970                                     | 1971                                              |
| Attilio Lozza                                        |                                                   | Democrazia Cristiana                              | maggio 1971                                       | 8 giugno 1980                                     |
| Antonio Moretti                                      |                                                   | Democrazia Cristiana                              | 9 giugno 1980                                     | 23 aprile 1995                                    |
| Sindaci eletti direttamente dai cittadini (dal 1993) |                                                   |                                                   |                                                   |                                                   |
| Nominativo                                           | Partito                                           | Partito                                           | Mandato                                           | Mandato                                           |
| Nominativo                                           | Partito                                           | Partito                                           | Inizio                                            | Fine                                              |
| Antonio Moretti                                      |                                                   | Indipendente di centro                            | 24 aprile 1995                                    | 13 giugno 1999                                    |
| Antonio Moretti                                      | 14 giugno 1999                                    | Indipendente di centro                            | 13 giugno 2004                                    |                                                   |
| Carlo Greppi                                         |                                                   | Indipendente                                      | 14 giugno 2004                                    | 7 giugno 2009                                     |
| Carlo Greppi                                         | 8 giugno 2009                                     | Indipendente                                      | 25 maggio 2014                                    |                                                   |
| Carlo Greppi                                         | 25 maggio 2014                                    | Indipendente                                      | 26 maggio 2019                                    |                                                   |
| Paolo Giovanni Lozza                                 |                                                   | Indipendente                                      | 27 maggio 2019                                    | 9 maggio 2024                                     |
| Roberto Maggi                                        |                                                   | Indipendente                                      | 10 maggio 2024                                    | in carica                                         |